# Woja- und Haidleite
Woja- und Haidleite este o arie protejată (arie specială de conservare — SAC, sit de importanță comunitară — SCI) din Germania întinsă pe o suprafață de 42,55 ha, integral pe uscat.

## Localizare
Centrul sitului Woja- und Haidleite este situat la coordonatele 50°15′04″N 11°58′15″E / 50.2511°N 11.9708°E.

## Înființare
Situl Woja- und Haidleite a fost declarat sit de importanță comunitară în noiembrie 2004 pentru a proteja 1 specie de plante și 1 specie de animale. Situl a fost protejat și ca arie specială de conservare în aprilie 2016.

## Biodiversitate
Situată în ecoregiunea continentală, aria protejată conține 3 habitate naturale: Formațiuni ierboase bogate în specii de Nardus, dezvoltate pe substraturi silicioase în zone montane (și în zone submontane, în Europa continentală), Pante stâncoase silicioase cu vegetație casmofită, Roci stâncoase cu vegetație pionieră de Sedo-Scleranthion sau Sedo albi-Veronicion dillenii.
La baza desemnării sitului se află mai multe specii protejate:
- plante (1): Asplenium adulterinum
- amfibieni (1): triton cu creastă (Triturus cristatus)